# Cua de ventall blau de Mindanao
El cua de ventall blau de Mindanao (Rhipidura superciliaris) és un ocell de la família dels ripidúrids (Rhipiduridae).

## Hàbitat i distribució
Habita la selva humidade les illes de Samar, Leyte, Bohol, Mindanao i Basilan, a les Filipines.